# 西部軍 (日本軍)
西部軍（せいぶぐん）は、1940年から1945年まで、中国・四国・九州地方の防衛のために置かれた大日本帝国陸軍の軍の一つ。軍管区内の軍隊を指揮・統率した。1945年（昭和20年）2月1日第16方面軍の編成により廃止された。
現在の陸上自衛隊西部方面隊に相当する。

## 沿革
1940年（昭和15年）8月、防空を主任務としてきた西部防衛司令部を廃止し、指揮のみでなく統率もする西部軍司令部を発足させた。これにともない、その指揮・統率の対象である西部軍が編成された。
1941年（昭和16年）7月には、これらの軍司令部を広域防衛の見地から一元指揮する為に防衛総司令部を置き、1944年（昭和19年）に指揮のみでなく統率もするものとしたが、1945年（昭和20年）には、第1総軍・第2総軍に改編し完全な統率機関とした。（ただし、北部軍については1943年（昭和18年）北方軍に、1944年（昭和19年）第5方面軍に改編、第1総軍や第2総軍とは別の体系とした。）

## 西部軍の人事

### 歴代司令官
西部軍司令官
- 上村清太郎 中将：1940年（昭和15年）8月1日 -
- 藤江恵輔 中将：1941年（昭和16年）4月10日 -
- 下村定 中将：1944年（昭和19年）3月22日 -
- 横山勇 中将：1944年（昭和19年）11月22日 - 1945年（昭和20年）2月1日

### 歴代参謀長
西部軍参謀長
- 伊佐一男 少将：1940年（昭和15年）8月1日 -
- 佐々真之助 少将：1941年（昭和16年）3月1日 -
- 芳仲和太郎 少将：1942年（昭和17年）12月22日 - 1945年（昭和20年）2月1日

## 部隊編成
昭和16年(1941年)当時
西部軍司令部
- 留守第5師団
- 留守第6師団
- 留守第55師団
- 留守第56師団
- 第66独立歩兵团
- 留守第65独立歩兵团
- 西部軍砲兵隊
- 西部防空旅团
- 下関要塞
- 対馬要塞
- 壱岐要塞
- 奄美大島要塞
- 中城湾要塞
- 船浮要塞[1]